# 특별행정작용법
특별행정작용법은 행정작용의 목적 내지 행정작용이 규율하는 사항에 따라 행정작용법을 분류한 것이다.

## 종류
- 경찰행정법
- 급부행정법
- 공용부담법
- 지역개발행정법
- 환경행정법
- 조세법